# Lygophis
Lygophis – rodzaj węży z podrodziny ślimaczarzy (Dipsadinae) w rodzinie połozowatych (Colubridae).

## Zasięg występowania
Rodzaj obejmuje gatunki występujące w Panamie, Kolumbii, Wenezueli, Gujanie, Surinamie, Gujanie Francuskiej, Brazylii, Ekwadorze, Boliwii, Paragwaju, Argentynie i Urugwaju, być może także w Peru.

## Systematyka

### Etymologia
Lygophis: gr. λυγος lugos „gałązka”; οφις ophis, οφεως opheōs „wąż”.

### Podział systematyczny
Do rodzaju należą następujące gatunki:
- Lygophis anomalus (Günther, 1858)
- Lygophis dilepis Cope, 1862
- Lygophis elegantissimus (Koslowsky, 1896)
- Lygophis flavifrenatus Cope, 1862
- Lygophis lineatus (Linnaeus, 1758)
- Lygophis meridionalis (Schenkel, 1902)
- Lygophis paucidens Hoge(inne języki), 1953
- Lygophis vanzolinii (Dixon, 1985)